# Grupo Lebu
El grupo Lebu es una unidad estratigráfica de la cuenca de Arauco en centro-sur de Chile, en las cercanías de la ciudad de Lebu, de donde toma su nombre. El grupo consta de una secuencia de cuatro formaciones geológicas, de origen tanto marino como no marino, depositadas entre el Paleoceno temprano y el Eoceno medio.

## Descripción
El grupo consiste  de cuatro formaciones, siendo de más reciente a más antigua: la formación Millongue la formación Trihueco, la formación Boca Lebu y la formación Curanilahue. La formación antes conocida como Caleta Viel actualmente se considera como el techo de la formación Millongue.
La formación Millongue data del Eoceno y está compuesta de shale y limolita de origen marino y continental. Su parte superior está marcada por una discordancia, conocida como la “discordancia principal” de la cuenca de Arauco, la cual se piensa que se debió haber formado por erosión durante un periodo de inversión tectónica.